# Hahnia corticicola
Hahnia corticicola är en spindelart som beskrevs av Friedrich Wilhelm Bösenberg och Embrik Strand 1906. Hahnia corticicola ingår i släktet Hahnia och familjen panflöjtsspindlar. Inga underarter finns listade i Catalogue of Life.